# White Bird
White Bird ist ein Filmdrama von Marc Forster. Der Film basiert auf dem gleichnamigen Jugendbuch von Raquel J. Palacio und erzählt von einem in Frankreich lebenden jüdischen Mädchen, das nach der Deportation der Eltern im Herbst 1942 von der Familie eines Klassenkameraden versteckt wird. Als Jugendliche wird diese von Ariella Glaser gespielt, als Großmutter rückblickend von Helen Mirren. Der Kinostart von White Bird in Deutschland erfolgte am 11. April 2024, in den USA am 4. Oktober 2024. Der Film kann in gewisser Hinsicht als ein Ableger und die Fortsetzung des 2017 gedrehten Filmdramas Wunder aufgefasst werden, ohne dass es notwendig ist, den Film Wunder gesehen zu haben, um die Geschichte von White Bird nachvollziehen zu können. 

## Handlung
Der Teenager Julian Albans gerät immer wieder in Schwierigkeiten. Zuletzt wurde er der Schule verwiesen, weil er seinen Mitschüler Auggie Pullman gemobbt hatte. Als er in New York unangekündigten Besuch von seiner Großmutter Sara bekommt, einer gefeierten Künstlerin, der in Manhattan eine Retrospektive im Museum gewidmet wird, erzählt diese ihm ihre eigene mutige Geschichte, um ihm eine Lektion zu erteilen.
Als sie 15 Jahre alt war und damit ungefähr im Alter ihres Enkels heute, lebte sie seit ihrer Kindheit in einer Stadt namens Aubervilliers-aux-Bois in Frankreich. Auch wenn diese Stadt nicht in der offiziellen Besatzungszone der Deutschen in Frankreich lag, wurden die Nazis dort immer präsenter, ebenso wie der Antisemitismus, den sie verbreiteten. Saras Mutter glaubte nicht, dass ihre Familie im sogenannten freien Teil Frankreichs ebenso von einer Deportation in ein Vernichtungslager betroffen sein könnte, wie die Menschen in anderen Teilen Europas. Im Herbst 1942 bemerkte sie, dass sie sich irrte. Die Besatzer trieben alle jüdischen Einwohner zusammen.
Obwohl Saras Lehrerin Mile Petitjean gemeinsam mit Pastor Luc versucht, ausgewählte Schüler in Sicherheit zu bringen und sie im Wald zu verstecken, werden sie von dem Mitschüler Vincent, der eigentlich Saras Schwarm war, verraten. Sie kann einer Gefangennahme nur durch die Hilfe ihres Klassenkameraden Julien Beaumier entgehen, mit dem sie bisher kaum gesprochen hatte. Der Junge leidet an Kinderlähmung und wird wegen seiner Gehbehinderung von allen nur „Tourteau“, Krabbe, genannt. Dessen Eltern heißen Sara in ihrer Familie willkommen. Da sie vermuten, ihre Nachbarn könnten Sympathisanten der Nazis sein, verstecken sie sie in ihrer Scheune.

## Literarische Vorlage

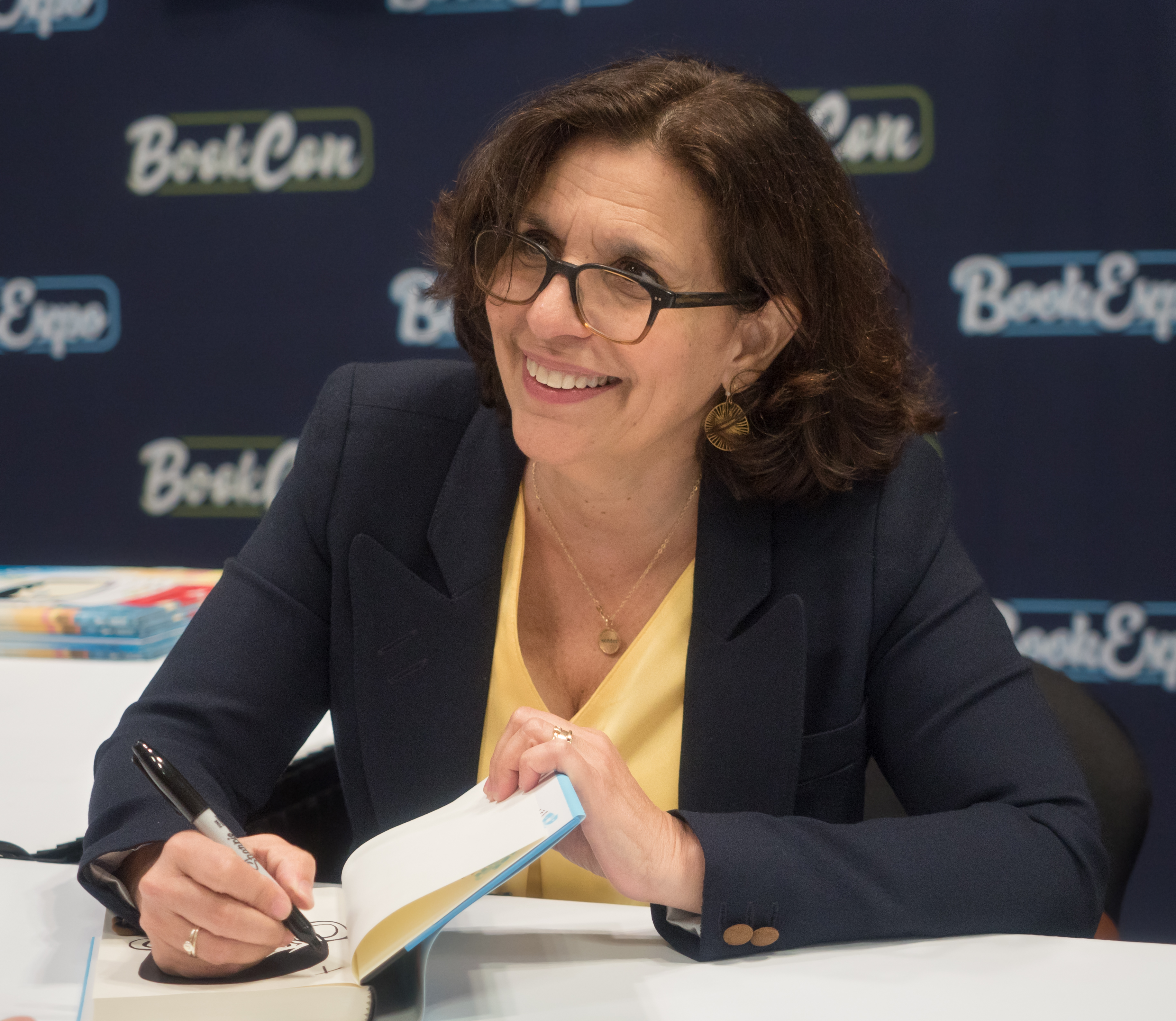
Der Film basiert auf einem Jugendbuch von Raquel J. Palacio

Der Film basiert auf dem Jugendbuch White Bird von Raquel J. Palacio, das 2019 als Graphic Novel und als Hörbuch veröffentlicht wurde. Das Buch ist der Nachfolgeroman von Palacios Bestseller-Roman Wonder (in der deutschen Übersetzung Wunder), der sieben Jahre zuvor erschien.  Während sie sich in Wunder mit Vorurteilen und Mobbing beschäftigte, thematisiert Palacio in White Bird Grausamkeiten, die während des Zweiten Weltkriegs passierten. In der Rahmengeschichte taucht Julian wieder auf, der in Wunder als Mobber keine rühmliche Rolle innehatte, nun aber rehabilitiert wird und eine ganz andere Seite von sich zeigen kann. Die Geschichte, die Großmutter Sara in White Bird ihrem Enkel Julian erzählt, beginnt in ihren Kindheitstagen. Ihr Vater war ein angesehener Arzt, ihre Mutter Professorin, und sie lebten in einer Kleinstadt. Das Buch wurde in einer deutschen Übersetzung von Erica S. Perl und André Mumot unter dem Titel White Bird – Wie ein Vogel im Carl Hanser Verlag veröffentlicht.

## Produktion

### Regie und Drehbuch
Regie führte Marc Forster. Die letzten beiden Regiearbeiten des Deutsch-Schweizers waren das Fantasy-Abenteuer Christopher Robin mit Ewan McGregor in der Titelrolle und die Tragikomödie Ein Mann namens Otto mit Tom Hanks in der Hauptrolle. 
Palacios Buch wurde von dem US-amerikanischen Drehbuchautor Mark Bomback für den Film adaptiert.

### Besetzung und Synchronisation
| Darsteller       | Synchronsprecher  | Rolle                        |
| ---------------- | ----------------- | ---------------------------- |
| Helen Mirren     | Karin Buchholz    | Großmutter / Sara Blum (alt) |
| Ariella Glaser   | Tilda Kortemeier  | Sara Blum (jung)             |
| Jem Matthews     | Lenny Peteanu     | Vincent                      |
| Gillian Anderson | Elisabeth Günther | Vivienne Beaumier            |
| Orlando Schwerdt | Laurin Lechenmayr | Julien Beaumier              |
| Jo Stone-Fewings | Pirmin Sedlmeir   | Jean-Paul Beaumier           |
| Bryce Gheisar    | Mio Lechenmayr    | Julian Albans                |
| Ishai Golan      | Sebastian Winkler | Max Blum                     |
| Patsy Ferran     | Maresa Sedlmeir   | Mille Petitjean              |
| Stuart McQuarrie | Michael A. Grimm  | Pastor Luc                   |
| Olivia Ross      | Solveig Duda      | Rose Blum                    |

Ariella Glaser spielt in der Hauptrolle die 15-jährige Sara. Olivia Ross spielt ihre Mutter Rose und Ishai Golan ihren Vater. Jem Matthews ist in der Rolle des Nazi-Kollaborateurs Vincent zu sehen, für den Sara eigentlich schwärmte. Orlando Schwerdt spielt Julien Beaumier, einen an Kinderlähmung erkrankten Klassenkameraden von Sara, der sie vor den Nationalsozialisten rettet. Gillian Anderson und Jo Stone-Fewings spielen dessen Eltern Vivienne und Jean Paul, die Sara in ihrer Familie willkommen heißen und in ihrer Scheune unterbringen. Patsy Ferran spielt die Lehrerin Mile Petitjean und Stuart McQuarrie den Pastor Luc, die gemeinsam ihre jüdischen Schutzbefohlenen im Wald verstecken. Nadine Leon Gobet spielt Robyn.
Bryce Gheisar spielt in der Gegenwart Julian. In dieser Rolle war er bereits in Wunder von Stephen Chbosky aus dem Jahr 2017 zu sehen und musste in dem Film wegen des Mobbings an Auggie Pullman die Schule verlassen. Helen Mirren ist in der Rolle der gealterten Sara zu sehen, Julians Großmutter.
Die deutsche Synchronisation entstand nach einem Dialogbuch und der Dialogregie von Ursula von Langen im Auftrag der Mo Synchron GmbH in München.

### Dreharbeiten und Filmschnitt

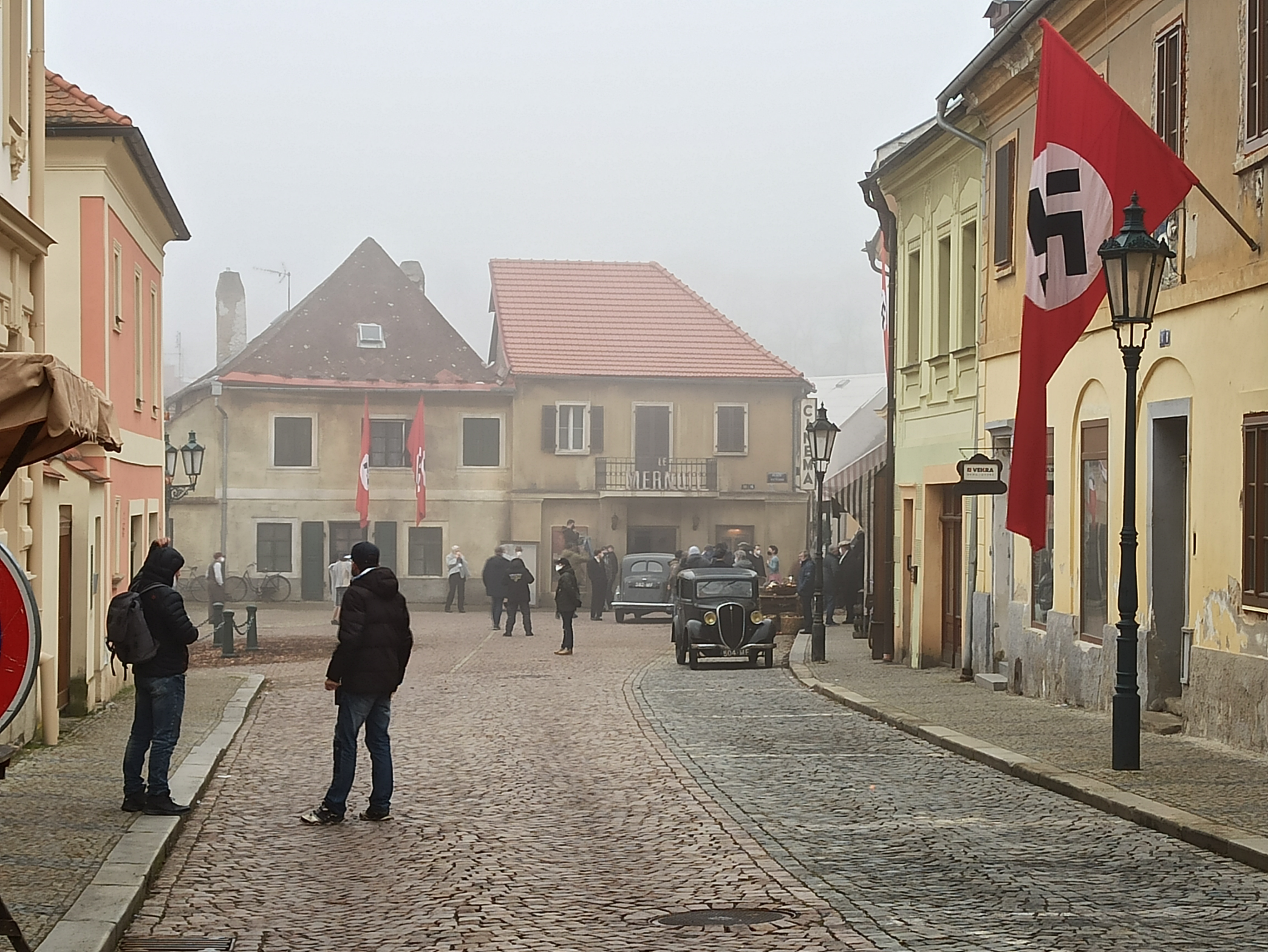
Die Dreharbeiten fanden unter anderem in der mittelböhmischen Stadt Kutná Hora statt

Die Dreharbeiten fanden von Anfang Februar bis Anfang Mai 2021 in Tschechien statt, unter anderem in der mittelböhmischen Stadt Kutná Hora. Weitere Drehorte waren die Stadt Liberec in Nordböhmen und die tschechische Hauptstadt Prag. Als Kameramann fungierte der Österreicher Matthias Königswieser, mit dem Forster bereits für All I See Is You, Christopher Robin und Ein Mann namens Otto zusammenarbeitete.
Auch mit dem US-amerikanischen Filmeditor Matt Chessé arbeitete der Regisseur für die meisten seiner bisherigen Filme zusammen. Für seine Arbeit an Forsters Film Wenn Träume fliegen lernen wurde Chessé 2005 für einen Oscar nominiert.

### Filmmusik, Marketing und Veröffentlichung
Die Filmmusik komponierten der vielfach für den Oscar nominierte Thomas Newman und Mark Siegel. Letzterer ist eigentlich als Musikproduzent tätig und betätigte sich erstmals als Filmkomponist. Das Soundtrack-Album mit 33 Musikstücken soll am 4. Oktober 2024 von Lakeshore Records als Download und als CD veröffentlicht werden.
Im Juni 2022 wurde der erste Trailer vorgestellt. Die Premiere des Films erfolgte am 30. Juli 2023 beim San Francisco Jewish Film Festival. Der Film wurde in Belgien im Oktober 2023 veröffentlicht. Der Kinostart in Deutschland erfolgte am 11. April 2024. Am 4. Oktober 2024 kam der Film in die US-Kinos.

## Rezeption
Von den bei Rotten Tomatoes aufgeführten Kritiken sind 74 Prozent positiv. Bei Metacritic erhielt der Film einen Metascore von 54 von 100 möglichen Punkten.

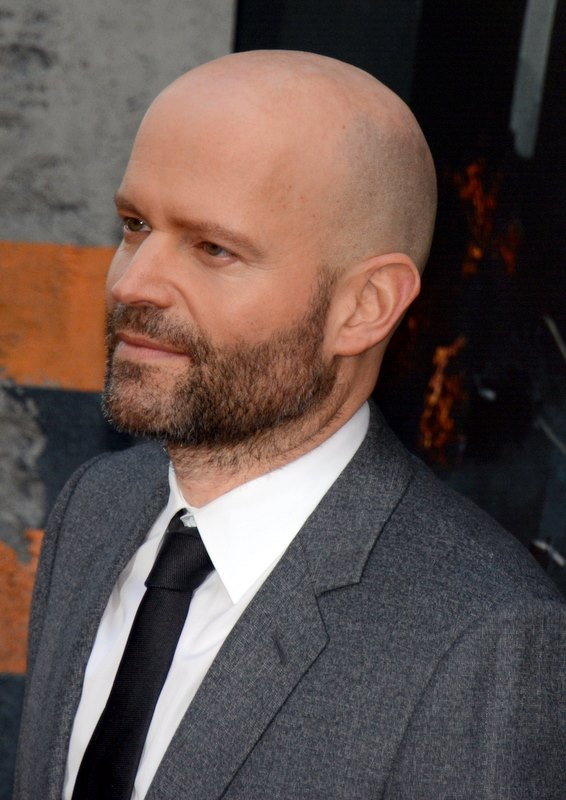
Regisseur Marc Forster

Peter Osteried, Filmkorrespondent der Gilde deutscher Filmkunsttheater, erklärt in seiner Kritik, White Bird erzähle die Geschichte einer Rettung in einer Zeit, in der nur wenige Zivilcourage bewiesen und sei vor allem ein Film, der das Gute im Menschen heraufbeschwört, das in dunkler Zeit wichtiger denn je ist. Der Film warne davor, die Geschichte zu vergessen, weil diejenigen, deren Leben zu kurz waren, dazu mahnen, sie nicht zu wiederholen. Zugleich sei es die Geschichte von Sara Blums Familie, die zu lange gewartet hat, um zu versuchen, dem Unheil zu entgehen. Vor allem aber sei dies eine Geschichte über Menschlichkeit, die selbst in dunkelsten Zeiten mit einem Hoffnungsschimmer strahlt. Selbst kleine Nebenrollen würden hier feinfühlig dargestellt, und die Schauspieler seien durch die Bank gut. Besonders erwähnenswert seien jedoch Orlando Schwerdt und Ariella Glaser, die erstaunlich gut spielten. Marc Forster habe ein sicheres Händchen bewiesen, für die beiden Kinderrollen, mit denen alles steht und fällt, talentierte Jungdarsteller zu finden.
Sandro Götz schreibt in seiner Kritik für outnow.ch, es tue dem Film gut, dass sich Helen Mirren als der bekannteste Name im Cast vornehm zurückhalte und den jungen Schauspielern den Vortritt lasse, die den Film nahezu alleine tragen. Glaser verkörpere die junge Sara bravourös, Schwerdt vermittele den physischen Schmerz des an Polio erkrankten Julien Beaumier glaubhaft und die Liebe zwischen den beiden sei spürbar und mit jedem Blickkontakt absolut herzerwärmend. Ein großes Lob gehe auch an die Adresse von Jem Matthews, der in der kleinen Rolle von Vincent regelrecht aufgehe und vom Sympathieträger zum wohl meistgehassten Charakter des Filmes mutiere.
Birgit Roschy von epd Film schreibt, zwar sei Tschechien, wo der Film gedreht wurde, ein wenig überzeugender Elsass-Ersatz, die Inszenierung sei dennoch wunderschön, mit stimmungsvoll verhangenen Bildern von Wald und Bauernhäusern und durchzogen von einem märchenhaften Touch. Hier bewege man sich auf dem Niveau eines berührenden Jugenddramas, in dem mangelnde Tiefe durch Atmosphäre und eingängige Symbolik aufgefangen wird. Die Verknüpfung des existenziellen Dramas des jüdischen Mädchens mit der Social-Justice-Bewegung unserer Tage wirke allerdings unangemessen, und die von Helen Mirren gespielte supercoole Großmutter, die mit gerecktem Fäustchen „Vive l'humanité“ ruft, sei ein wandelndes Frauenmagazin-Klischee. Die spannende und tragische Geschichte dieser Kinder, die zwar fiktiv ist, aber so stattgefunden haben könnte, werde durch diesen gut gemeinten Überbau zur erbaulichen Anekdote degradiert.
Die weltweiten Einnahmen des Films aus Kinovorführungen belaufen sich auf 8,8 Millionen US-Dollar.